# 통화량
경제학에서 통화량(通貨量), 통화공급(通貨供給, 영어: money supply, money stock)은 특정 시기에 경제에서 사용할 수 있는 화폐 자산의 총량이다. 돈을 정의하는 방법은 여러 가지가 있으나 표준이 되는 측정 기준에는 유통되는 통화와 요구불 예금을 포함한다.
통화량에 관한 자료는 정부나 국가의 중앙 은행이 기록하고 출판하는 것이 일반적이다. 공공 부문이나 개인 부문의 애널리스트들은 오랜 기간에 걸쳐 통화량의 변화를 감시하는데 이는 물가 수준, 인플레이션, 환율, 경기 순환에 긍정적인 영향을 주기 때문이다.

## 참조
1. ↑  Paul M. Johnson. "Money stock," A Glossary of Political Economy Terms
2. ↑  Alan Deardorff. "Money supply," Deardorff's Glossary of International Economics
3. ↑  Karl Brunner, "money supply," The New Palgrave: A Dictionary of Economics, v. 3, p. 527.
4. ↑  The Money Supply – Federal Reserve Bank of New York. Newyorkfed.org.

## 같이 보기
- 돈